# NGC 5230
NGC 5230 is een balkspiraalstelsel in het sterrenbeeld Maagd. Het hemelobject werd op 12 april 1784 ontdekt door de Duits-Britse astronoom William Herschel.

## Synoniemen
- UGC 8573
- MCG 2-35-9
- ZWG 73.43
- IRAS 13330+1355
- PGC 47932